# Casa Badia (Vilafranca del Penedès)
La Casa Badia o "cal Julià" és una casa del municipi de Vilafranca del Penedès (Alt Penedès) inclosa en l'Inventari del Patrimoni Arquitectònic de Catalunya. És un edifici entre mitgeres i de tres crugies. Consta de planta baixa, quatre pisos i torratxa. La façana presenta una composició simètrica. Hi ha combinació d'elements modernistes amb altres noucentistes. El tercer i quart pis son de construcció recent (1975) i no guarden cap relació estilística amb els inferiors.

## Història
La cronología a Vilafranca del Penedès de la Casa Badia o "cal Julià" s'inicia el dia 31 de maig de l'any 1913, quan el tractant en bestiar de Talavera La Vella en Josep Badia i Vives (1862 - 1930), compra a Maria Gràcia i Pascual les finques números 70 i 72 de l'avinguda de Tarragona i les del carrer Verdaguer números 4, 6 i 8, la qual o te censat a Fèlix Blanch i Alegret.
Encarrega el projecte a l'arquitecte Santiago Güell i Grau. A l'arxiu de l'Ajuntament de Vilafranca encara es conserva aquest projecte, datat el 30 d'abril de 1914 i aprovat el 13 de maig de 1914. Inicialment la casa constava de planta baixa i dos pisos. L'addició del tercer i quart pis amb torratxa va ser posterior i es va encarregar aquest projecte a l'arquitecte Francesc Xavier Sabartés i Cruzate.
En acabar el projecte en Josep Badia i Vives s'instal·la a Vilafranca amb la seva esposa Maria Companys i Solé (1867 - 1945) i el seu fill petit en Josep Badia i Companys (1896 - 1950). La familia viu al primer pis i en lloguen el segon. Al mateix temps als baixos del número 72 i als del número 70 s'hi munten les quadres del negoci conegut com a "cal Julià dels matxos".
El 14 de maig de l'any 1915 en Josep Badia i Vives adquireix la finca del número 74 de l'avinguda de Tarragona.
El 28 de gener de l'any 1927 es redimeixen els censos que graven les finques números 70 i 72 de l'avinguda de Tarragona i les del carrer Verdaguer, números 4, 6 i 8, en favor dels germans Lluis, Manuela i Francisca Blanch i Trens.
Amb els anys en Josep Badia i Companys contrau matrimoni amb Maria Sendra i Sabaté (1895 - 1947) de Vallverd, fruit d'aquesta unió neixen la Maria i el Josep. Passen els anys i la Maria Badia i Sendra es casà amb Gregorio Villalba i Galindo (1917 - 1990), s'instal·len a Reus i tenen una filla, Maria (1944). En Josep Badia i Sendra (1926 - 2008) es casà amb Teresa Rovira i Badia (1928 - 1983) i tingueren sis fills, Mª Teresa (1951 - 2021), Josep (1953 - 1954), Josep (1954), Mª Montserrat(1956), Anna Mª (1958) i Antoni (1960).
El negoci funciona fins l'arribada de la maquinària agricola que llicència els animals per fer la feina del camp, per la qual cosa els baixos del nº 70 i els del 74 bis, s'instal·lant uns planxistes "Tristan i Gutierrez", els baixos del nº 74 si posa el taller de cotxes de segona ma "Morató" i als baixos del nº 72 dreta una tapisseria "Latorre". El 72 esquerra queda com a celler magatzem per la familia. La dècada dels 60 en Josep Badia i Teresa Rovira decideixen un canvi de rumb i munten una pensió al primer pis del nº 70 i al segon pis del nº 72. Al 1975 construeixen la tercera i quarta planta amb la torratxa, per ampliar l'Hostal Residència Badia.
Al 1978 en Josep Badia i Rovira amb l'ajut de la familia i de Montserrat Llucià i Alabreda (1959) (la seva parella) muntan la "Pastisseria Badia" (1978 - 2019). El 1979 la parella es casà i tingueren dos fills en Josep (1985) i en Ferran (1986 - 2005). L'any 2019 tancaren la pastisseria per jubilació i els locals dels baixos es converteixen en locals de lloguer.